# امریکن برندس
امریکن برندس (انگلیسی: American Brands) شرکت خوشه‌ای پوشاک آمریکایی است، که در سال ۱۹۶۹ تأسیس شد.
امریکن برندس یک شرکت هلدینگ بود که در سال ۱۹۹۷ تغییر نام داد و در سال ۲۰۱۱ منحل شد. دفتر مرکزی شرکت در دیرفیلد، ایلینوی، در ایالات متحده بود.